# حقوق الإنسان في الهندوراس
تعاني حقوق الإنسان في الهندوراس من عدد من القضايا والمشاكل الجدية في نهاية عام 2013، من ضمنها عمليات القتل التعسفية وغير الشرعية من طرف قوات الشرطة وآخرين، ومن الفساد والضعف المؤسساتي لنظام القضاء، وظروف السجن القاسية التي تهدد الأرواح.
إن العنف ضد المحتجزين من المشاكل التي تهدد حقوق الإنسان، بالإضافة إلى الاحتجاز السابق للمحاكمة لفترة طويلة، وتعذّر ضمان حقوق القانون والاعتداء على الصحفيين والفساد في الحكومة والعنف والتحرش ضد النساء ودعارة الأطفال والإساءة للأطفال والإتجار بالبشر، والتعدي على الأراضي الأصلية، واضطهاد الشعوب الأصلية والمجتمعات المنحدرة من أصل أفريقي، والعنف والتحرش بالأفراد المنتمين لمجتمع الميم، وتنفيذ قوانين العمالة بشكل غير فعال وعمالة الأطفال. تتمثل عناصر الجريمة المنظمة بارتكاب الجناة جرائم عنيفة في البلد واقترافهم جرائم القتل والابتزاز والخطف والتعذيب والإتجار بالبشر وترويع الصحفيين والمدافعين عن حقوق الإنسان.
اتخذت الحكومة خطوات لملاحقة ومعاقبة المسؤولين الذين يرتكبون تلك الإساءات، لكن الفساد والحصانة مشاكل خطيرة ما تزال قائمة وتعيق فعالية الشرطة الوطنية.

## قبل عام 1979
خلال فترة طويلة من القرن العشرين، لم تملك الهندوراس حكومة مدنية، إنما تولى الزعماء العسكريون منصب الرئاسة بشكل متكرر، إما عن طريق الانتخابات أو الانقلابات. انتُخب تيبورسيو كارياس أندينو عام 1932، ثم دعا إلى إنشاء مجلس تأسيسي يتيح له إعادة انتخابه، وأصبح حكمه استبداديًا حتى انتخابات عام 1948. خلال العقود اللاحقة، جرت عدة انقلابات عسكرية، كانقلاب في أكتوبر عام 1955 على يد مسؤولين عسكريين، وفي أكتوبر من عام 1963 (انقلاب عام 1963) وانقلاب ديسمبر عام 1972 على يد الجنرال أوسفالدو لوبيز أريلانو، وانقلاب في عام 1975 على يد خوان ألبرتو ميلغار كاسترو (انقلاب عام 1975) وانقلاب عام 1978 على يد بوليكاربو باز غارسيا.

## ثمانينيات القرن العشرين
عقب عودة الحكومة المدنية بدستور جديد عام 1982، أجرت كتيبة 16-3 العسكرية برنامجًا ممنهجًا من الاغتيالات السياسية وتعذيب أعداء الحكومة السياسيين والمشتبه بهم. تلقى عناصر الكتيبة التدريب والدعم من وكالة الاستخبارات المركزية التابعة للولايات المتحدة في الهندوراس والقواعد العسكرية للولايات المتحدة وفي تشيلي خلال فترة رئاسة الدكتاتور أوغستو بينوشيه. قدّرت منظمة العفو الدولية عدد المعتقلين المختفين بـ184 شخص منذ عام 1980 وحتى عام 1992 في الهندوراس، على يد الحكومة الهندوراسية على الأغلب. تخرّج 19 عنصرًا من عناصر الكتيبة 16-3 من مدرسة الأمريكتين في حصن بينينغ في الولايات المتحدة الأمريكية.
في عام 1982، وفي ردٍّ على خروقات حقوق الإنسان، أنشأت 12 عائلة تملك أفرادًا من المعتقلين المختفين -من ضمنهم بيرثا أوليفا دي ناتيفي التي اختفى زوجها البروفيسور توماس ناتيفي قسريًا عام 1981- لجنة أقارب المختفين في الهندوراس التابعة للأمم المتحدة. أُنشئ عدد من المنظمات غير الحكومية، مثل «مركز التحقيقات والدفاع عن حقوق الإنسان في الهندوراس» في الإقليم الغربي للهندوراس، ولجنة الدفاع عن حقوق الإنسان في الهندوراس والمجلس المدني للقاعدة الشعبية ومنظمات الشعوب الأصلية في الهندوراس.

## رئاسة زيلايا (2006–2009)
شغل 7 عناصر سابقين في كتيبة 16-3 مناصب مهمة في إدارة الرئيس مانويل زيلايا في منتصف العام 2006، وهؤلاء هم بيلي خويا وألفارو روميرو وإيريك سانشيز وأونوفري أويويلا ونابليون ناسار هيريرا وفيسينتي رافايل كاناليس نونيز وسالومان إسكوتو ساليناس وريني ماراديانغا بانشامي، وذلك وفقًا للجنة الدفاع عن حقوق الإنسان في الهندوراس. كان نابليون ناسار المفوض السامي للشرطة في الإقليم الشمالي الغربي تحت رئاسة زيلايا.

## روبرتو ميشيلتي ورئاسة بحكم الأمر الواقع

### خلفية تاريخية
عقب انقلاب عام 2009، الذي ألقت فيه القوات العسكرية الهندوراسية القبض على زيلايا واحتجزته ونفته، عيّن الرئيس الجديد روبرتو ميشيليتي عضو الكتيبة 16-3 السابق بيلي خويا في منصب المستشار الأمني، وأصبح عضو الكتيبة السابق نيلسون ويلي ميخيا ميخيا مدير الهجرة، وقد أصبح عضو الكتيبة السابق نابليون ناسا هيريرا المتحدث باسم سكرتير الأمن، بالإضافة إلى تقلده منصب المفوض السامي للشرطة. ادعى زيلايا أن بيلي خويا هو من أعاد إحياء فرق الموت.
استمرت حالة الطوارئ من شهر يوليو إلى أغسطس. فقُمعت الحريات المدنية كحرية العبور والإجراءات القانونية واجبة النفاذ، وسُمح بإجراء التفتيش والمصادرة بدون مذكرة. صدر أيضًا قانون حظر التجول بدون نشره في صحيفة لا غازيتا، وبدون موافقة الكونغرس. أُعلنت فترات حظر التجول على محطات الإذاعة، وهي تختلف يوميًا وحسب المنطقة. وصفت منظمة العفو الدولية إجراء حظر التجوّل بالـ«تعسفي».
قال سفراء كوبا وفنزويلا ونيكاراغوا أنهم احتُجزوا في التاسع والعشرين وتعرضوا للضرب من قبل القوات الهندوراسية قبل إطلاق سراحهم. تعرّض عددٌ من المسؤولين الحكوميين إلى التوقيف من طرف القوات العسكرية. اختبأ عشرات الوزراء السابقين من حكومة زيلايا، بعضهم في سفارات أجنبية، خوفًا من الاعتقال. ذكرت وسائل الإعلام المحلية أن 8 وزراء على الأقل، بالإضافة إلى باتريشا روداس، تعرضوا للاحتجاز.
خلال الأسابيع الأولى من فترة رئاسة ميشيليتي، اعتُقل المئات من السياسيين، وذكرت لجنة أقارب المختفين في الهندوراس أن 609 أشخاص، من بينهم 61 قاصرًا، احتُجزوا جراء فضيحة سياسية (المشاركة في مظاهرات سياسية)، وتعرض 158 شخصًا للتوقيف لخرقهم قانون حظر التجول، بين 28 يونيو و12 يوليو. تحدثت منظمة العفو الدولية عن «تزايد استخدام القوة بشكل مفرط وغير متجانس من طرف قوات الشرطة والجيش لقمع الاحتجاجات السلمية والقانونية عبر البلاد خلال رئاسة ميشيليتي». ذكرت المنظمة أيضًا «معاناة بعض النساء والفتيات اللواتي انخرطن في المظاهرات من العنف على أساس جندري بشكل متكرر، وتعرضهن للإساءة على يد ضباط الشرطة»، وأنه في تلك الفترة «ازدادت المظاهرات وانتشرت عبر البلاد، واشتدت في المقابل الإجراءات العنيفة لقمع المعارضة، وتعرض مواطنو الهندوراس إلى خرق متزايد لحقوقهم الأساسية».
في الحادي والثلاثين من شهر يوليو، ادعى زيلايا أن الكتيبة 16-3 عاودت العمل مجددًا تحت اسم مختلف، وأن بيلي خويا هو من يقودها الآن. أوضح زيلايا أن «الكتيبة 16-3 عاودت العمل تحت أسماء مختلفة. الهدف من الجرائم التي تُرتكب والتعذيب هو خلق حالة من الخوف بين السكان، وذلك يتم وفقًا لتوجيهات السيد خويا».

### الاختفاء القسري
في الخامس من يوليو، في سان خوان بويبلو في أتلانتيدا، أخفى أربعة أشخاص يرتدون بدلات الشرطة أناستازيو باريرا بشكل قسري، والأخير هو رجل بالغ من العمر 55 عامًا وعضو في الاتحاد الوطني للعمال القرويين.
في الثاني عشر من شهر يوليو، في سان بيدرو سولا، اختفى مانويل سيفيا، البالغ من العمر 19 عامًا، بعد عودته من إحدى المظاهرات.
اختفى سامويل ديفيد فلوريس موريو، البالغ من العمر 24 عامًا، في السادس والعشرين من شهر يوليو عام 2009. وتعرّضت والدته، مارغريتا موريو، للاحتجاز والتعذيب لمدة 22 يومًا في ثمانينيات القرن الماضي.